# Canzoni preghiere danze del II millennio - Sezione Europa
Canzoni Preghiere Danze del II Millennio - Sezione Europa è il terzo album del gruppo punk italiano CCCP - Fedeli alla linea pubblicato nel 1989 dall'etichetta discografica Virgin Dischi.

## Il disco
Inciso e mixato al Clock studio di Bologna e pubblicato nel 1989, esordisce con un frammento dal vivo - sonoramente fischiato dal pubblico - di una canzone tradizionale degli alpini, Il Testamento del Capitano, registrato durante il festival Arezzo Wave del 1988.
La presenza di Madre, una canzone dedicata alla figura di Maria, fa guadagnare al gruppo anche un'insolita recensione con intervista sulle pagine del settimanale Famiglia Cristiana. Sulla copertina è inoltre presente la riproduzione di una statua in marmo della Madonna col Bambino in marmo scolpita dal padre di Zamboni.
Il brano Palestina (15/11/1988) trae il titolo dalla data di autoproclamazione dello Stato di Palestina dichiarato ad Algeri dal presidente dell'OLP Yasser Arafat di fronte al Consiglio nazionale palestinese in esilio.

## Tracce
Testi di Giovanni Lindo Ferretti, musiche di Massimo Zamboni, tranne dove indicato.
1. Il testamento del capitano – 0:55 (Anonimo)
2. Svegliami (Perizia Psichiatrica Nazionalpopolare) – 3:42
3. Huligani Dangereux – 2:56
4. B.B.B. – 3:25
5. Fedele alla Lira? – 3:08
6. Roco - Roço - Rosso – 3:19
7. Le qualità della danza – 3:29
8. È vero – 4:04
9. Palestina (15/11/1988) – 2:37
10. Madre – 2:46
11. Conviene – 3:31
12. And the radio plays – 3:32
13. Vota Fatur – 5:23
14. Reclame – 1:41

Durata totale: 44:28

## Formazione
- Giovanni Lindo Ferretti - voce
- Massimo Zamboni - chitarra
- Mauro Patelli - chitarra [6]
- Ignazio Orlando - basso, tastiera, drum machine
- Carlo Chiapparini - chitarra
- Danilo Fatur - cori, voce in Vota Fatur
- Annarella Giudici - cori, voce in Reclame